# Celastrina clothales
Celastrina clothales är en fjärilsart som beskrevs av Hans Fruhstorfer. Celastrina clothales ingår i släktet Celastrina och familjen juvelvingar. Inga underarter finns listade i Catalogue of Life.